# إيان نابا
إيان نابا (بالإنجليزية: Ian Napa)‏ مواليد 14 مارس 1978 في رودسيا، هو ملاكم محترف بريطاني يصنف ضمن فئة وزن الديك.

## إحصائيات
خاض خلال مسيرته 29 نزالا، فاز في 19 ولم يتعادل وخسر في 10. فاز بالضربة القاضية في 1 نزالا.

## روابط خارجية
- إيان نابا على موقع بوكس ريك (الإنجليزية) (registration required)